# Fernando Iwasaki
Fernando Iwasaki Cauti (Lima, 5 de junio de 1961) es un escritor, historiador, filólogo y gestor cultural peruano. Actualmente vive en Sevilla, España, donde es profesor titular de la Universidad Loyola Andalucía. Es hermano del periodista Gonzalo Iwasaki.

## Biografía
Nació en una familia de múltiples raíces (Perú, Japón, Ecuador e Italia). Realizó sus estudios escolares con los Hermanos Maristas en el Colegio Champagnat de Miraflores (1966-1977) y los superiores en la Pontificia Universidad Católica del Perú (1978-1982), donde fue profesor titular de Historia desde 1983 hasta 1989. 
De 1985 a 1986 fue becario de investigación en el Archivo General de Indias de Sevilla, gracias a una beca del Instituto Riva-Agüero de Lima y del Instituto de Cooperación Iberoamericana de Madrid. De vuelta al Perú continuó dictando sus clases en la Pontificia Universidad Católica y se incorporó al claustro de profesores de la Universidad del Pacífico, donde impartió la asignatura de Ciencias Políticas. En 1989 regresó definitivamente a Sevilla, donde reside desde entonces. Es Doctor en Historia de América por la Universidad Pablo de Olavide de Sevilla y candidato al doctorado en Literatura Española e Hispanoamericana por la Universidad de Salamanca.
Como especialista en gestión cultural ha dirigido el área de cultura de la Fundación San Telmo de Sevilla (1991-1994), la Fundación Alberto Jiménez-Becerril contra el Terrorismo (1998-2001), el Aula de Cultura de ABC de Sevilla (2003-2010) y la Fundación Cristina Heeren de Arte Flamenco (1996-2016).
Como escritor en periódicos ha sido columnista de Diario 16 (1989-1996), El País (1997-1998), La Razón (1999-2000), Diario de Sevilla (2000), El Mercurio de Chile (2005-2014) y del suplemento literario Laberinto del diario mexicano Milenio (2006-2010). Es colaborador del suplemento El País Semanal del diario El País, de la revista Jot Down y desde el año 2000 hasta la actualidad, es columnista del diario español ABC, para sus ediciones de Sevilla y Madrid.
De 1996 a 2010 dirigió la revista literaria Renacimiento de Sevilla y es socio de honor de Nocte, la Asociación Española de Escritores de Terror.
Actualmente imparte clases de Retórica y Comunicación Argumentativa en la Universidad Loyola Andalucía en los campus de Córdoba y Sevilla.

## Características de la obra literaria de Iwasaki
Presenta características que la convierten en una obra literaria bastante peculiar, comenzando por el hecho de que siendo originalmente historiador, Iwasaki escribiera un libro en el que habla detalladamente y sin tapujos, pero en forma novelada y algo sarcástica, de sus continuos y numerosos fracasos amorosos.
Iwasaki es multifacético y capaz de pasar de un tema a otro sin problema. De esa forma, se desliza de un texto sobre su mala suerte en el amor a otro relacionado con su fuerte: la historia. Así se gestó Neguijón, donde además hay una crítica muy potente a la Inquisición y a los poderosos tentáculos que desplegó en la Lima colonial. El libro habla de una ciudad en la que impera el oscurantismo y gira, más que nada, en torno a un personaje: Gregorio de Utrilla, un sacamuelas sevillano que vive obsesionado con atrapar al neguijón, un gusano misterioso que supuestamente es el responsable de los males bucales. Iwasaki reconoce referentes literarios importantes, como el cubano Guillermo Cabrera Infante, el mexicano Jorge Ibargüengoitia y los argentinos Julio Cortázar y Jorge Luis Borges. Posteriormente libera otro libro Inquisiciones peruanas.
Si se hace un análisis en profundidad de la creación literaria de Fernando Iwasaki, es fácil llegar a la conclusión de que en sus escritos, prima fundamentalmente lo histórico; hasta cierto punto, resulta lógico, pues se trata de la especialidad de este autor. Pese a lo anterior, Iwasaki dice sentirse más novelista que historiador y más escritor que novelista. El motivo de haber llegado a tal conclusión es que un escritor puede escribir en muchos géneros literarios, sin limitarse a alguno en particular.
Fernando Iwasaki, según sus declaraciones a la prensa, es además un lector voraz, afición que contribuyó a convertirlo paulatinamente en un escritor.

## Premios recibidos
- 1987 Premio de Ensayo «Alberto Ulloa» (Lima)
- 1994 Premio Fundación del Fútbol Profesional (Madrid)
- 1996 Conference on Latin American History Grant Award (Nueva York)
- 1998 Premio Copé de Narrativa (Lima)
- 2008 Premio Algaba (Madrid), por su obra Republicanos. Cuando dejamos de ser realistas
- 2012 Premio Bodegas Olarra-Café Bretón (Logroño), por las crónicas reunidas en Una declaración de humor
- 2015 Premio Don Quijote de Periodismo al mejor artículo sobre la Lengua Española dentro de los Premios Internacionales de Periodismo Rey de España concedidos por la Agencia Efe.
- 2017 IX Premio Málaga de Ensayo concedido por el Ayuntamiento de Málaga
- 2019 III Premio Villa de Íscar concedido por el Ayuntamiento de Íscar por el conjunto de su obra.
- 2019 III Premio Excelencia de la Persona en el Ámbito Iberoamericano concedido por la Comunidad de Madrid.

## Trayectoria periodística
Actualmente es columnista del diario ABC de Sevilla. Ha sido colaborador de Diario de Sevilla (1999-2000), La Razón (1998-2000), El País (1997-1998), Diario 16 (1991-1996), Expreso (1986-1989) y La Prensa (1983-1984).

## Obra

### Cuentos
- Tres noches de corbata, Ediciones Ave (Lima, 1987); El Fantasma de la Glorieta (Huelva, 1994)
- A Troya, Helena, Los Libros de Hermes (Bilbao, 1993)
- Inquisiciones peruanas, Padilla Libros (Sevilla, 1994); Peisa (Lima, 1996); Renacimiento (Sevilla, 1997); Páginas de Espuma (Madrid, 2007)
- Un milagro informal, Alfaguara (Madrid, 2003)
- Ajuar funerario, Páginas de Espuma (Madrid, 2004)
- Helarte de amar, Páginas de Espuma (Madrid, 2006)
- España, aparta de mí estos premios, Páginas de Espuma (Madrid, 2009)
- Papel Carbón. Cuentos 1983-1993, Páginas de Espuma (Madrid, 2012)
- Es difícil hacer el amor (humor) pero se hace (Antología de cuentos seleccionados por la poeta ecuatoriana Aleyda Quevedo y prologada por la escritora cubana Ena Lucía Portela), Editorial Oriente (La Habana, 2014)
- El atelier de Vercingétorix (Antología costarricense), Editorial Germinal (San José de Costa Rica, 2017).
- El cóndor de Père Lachaise (Antología ecuatoriana), Editorial El Conejo (Quito, 2019)

### Novela
- Libro de mal amor, RBA (Barcelona, 2001); Alfaguara (Lima, 2006); Alfaguara (Quito, 2008); Cal y Arena (México, 2011)
- Mírame cuanto te ame, Peisa (Lima, 2005)
- Neguijón, Alfaguara (Madrid, 2005)

### Ensayo
- Mario Vargas Llosa, entre la libertad y el infierno, Editorial Estelar (Barcelona, 1992)
- El descubrimiento de España, Ediciones Nobel (Oviedo, 1996); Peisa (Lima, 2000); Punto de Lectura (Lima, 2008)
- Mi poncho es un kimono flamenco, Sarita Cartonera (Lima, 2005); Yerbamala Cartonera (La Paz, 2007)
- Republicanos. Cuando dejamos de ser realistas, Algaba Ediciones (Madrid, 2008)
- Arte de introducir, Renacimiento (Sevilla, 2011)
- Nabokovia Peruviana, La Isla de Siltolá (Sevilla, 2011) y Aquelarre Ediciones (Arequipa, 2011)
- Mínimo común literario, Asamblea Nacional de Rectores (Lima, 2014)
- Nueva Corónica del Extremo Occidente, Universidad Iberoamericana (México, 2016)
- Las palabras primas, Páginas de Espuma (Madrid, 2018)

### Crónicas
- El sentimiento trágico de la Liga, Renacimiento (Sevilla, 1995)
- La caja de pan duro, Signatura (Sevilla, 2000)
- Sevilla, sin mapa, Paréntesis Editorial (Sevilla, 2010)
- Una declaración de humor, Pepitas de Calabaza (Logroño, 2012) ISBN 978-84-940296-0-8
- Desleídos y efervescentes, Ediciones El Mercurio / Aguilar (Santiago de Chile, 2013)
- El laberinto de los cincuenta, Ediciones Cal y Arena (México, 2014)
- Somos libros, seámoslo siempre, Universidad de Sevilla (Sevilla, 2014)

### Antologías
- Macondo boca arriba. Antología de narrativa andaluza actual (1948-1978), UNAM (México, 2006)
- Les bonnes nouvelles de l'Amérique latine. Anthologie de la nouvelle latino-américaine contemporaine (coeditor con Gustavo Guerrero), Gallimard (París, 2010)[2]
- Participó en Nocturnario (2016), un libro colectivo con collages de Ángel Olgoso en el que 101 escritores hispanoamericanos aportaron un texto para acompañar cada una de las imágenes.[3]

### Historia
- Nación Peruana: entelequia o utopía, CRESE (Lima, 1988)
- El comercio ambulatorio en Lima [coautor con Enrique Ghersi e Iván Alonso], ILD (Lima, 1989)
- Extremo Oriente y Perú en el siglo XVI, Mapfre América (Madrid, 1992); Fondo Editorial PUCP (Lima, 2005)
- Jornadas contadas a Montilla [editor], Cajasur (Córdoba, 1996)
- Proceso Diocesano de San Francisco Solano, Bibliofilia Montillana (Montilla, 1999)
- ¡Aplaca, Señor, tu ira! Lo maravilloso y lo imaginario en Lima colonial, Fondo de Cultura Económica (Lima y Madrid, 2018)